# Cayo Julio Vero Máximo

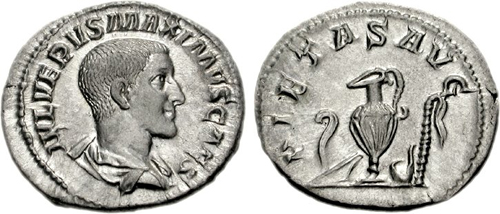
Denario acuñado durante el gobierno de Maximino el Tracio en el que se muestra el busto de Máximo.

Cayo o Gayo Julio Vero Máximo César  (217-238) fue el único hijo de Maximino el Tracio y su mujer Cecilia Paulina y césar del Imperio romano desde el año 236 hasta su muerte en 238. Fue probablemente de origen godo.

## Educación
Según Historia Augusta, Máximo era de tal belleza que en cualquier parte las mujeres particularmente lascivas se enamoraban de él y algunas aspiraban a tener un hijo con él. Además de ser un joven guapo, Máximo también fue muy bien instruido y educado, aunque se dedicaba más a la buena vida de lo que le gustaba a su padre. Alejandro Severo le tenía un sincero aprecio: cuando le invitó a una cena en homenaje a su padre, pero no llevaba la vestimenta adecuada para la cena, Alejandro se la proporcionó.

## César
Orgulloso, su padre le hizo desfilar por las calles vestido con una coraza, escudo, espada y yelmo de oro y plata, incrustados con joyas, para resaltar su belleza ante todos. Maximino le elevó a la dignidad de coemperador, compartiendo trono con él, aunque realmente tuvo poco poder. Se autoproclamó Germánico (Germanicus) a pesar de no tener dotes militares, y se volvió muy poco popular entre los pretorianos y comandantes de las legiones. 

## Deposición y asesinato
En el 238, se encontraba con su padre en la frontera del Danubio cuando el Senado le declaró enemigo del Estado, nombrando emperadores a Pupieno y Balbino. Máximo y su padre se dirigieron entonces hacia Italia, pero Aquilea les bloqueaba el paso. Sus tropas, los soldados de la Legio II Parthica, sufriendo el hambre, las enfermedades, atrapados en un sangriento e inútil asedio y presos del miedo, se volvieron hostiles. El 10 de mayo, alrededor del mediodía, en una pausa de los combates, los soldados se amotinaron, rasgaron sus insignias militares, para informar de su deposición, y acabaron con la vida de su padre, y también con la suya, mientras ambos estaban tumbados en su tienda. Entonces pusieron sus cabezas en picas y las mostraron a los aquilenses, y después las enviaron a Roma.  
En Roma, el Senado ordenó su damnatio memoriae y la de Maximino, sus cuerpos fueron mutilados y echados a los perros, sus estatuas y bustos fueron derribados y su prefecto del pretorio fue asesinado junto con todos sus amigos. Esto ocurrió en el Año de los seis emperadores.